# Villaggi Schisina
I Villaggi Schisina sono l'unica frazione di Francavilla di Sicilia. Furono costruiti dalla Regione Siciliana nel 1950, sulla Strada statale 185 di Sella Mandrazzi, con lo scopo di adibirli ad abitazioni per i contadini assegnatari delle terre circostanti facenti parte di ex latifondi. I nomi dei sette piccoli centri abitati sono: Schisina, Borgo San Giovanni, Bucceri-Monastero, Pietra Pizzuta, Malfìtana, Piano Torre, Morfia. Attualmente versano in stato di abbandono.

## Storia
Nel 1950, al tempo della riforma agraria in Sicilia, fu creato l'Ente per la Riforma Agraria in Sicilia (Eras).
L'obiettivo era quello di espropriare ed assegnare i vecchi latifondi ai contadini, che a canone agevolato e dilazionato avrebbero potuto riscattare il terreno. Inoltre gli stessi avrebbero potuto ottenere dei fondi regionali.
Per i proprietari che volontariamente offrivano in vendita i loro terreni erano previste agevolazioni. La contessa Maria Maiorca Mortillaro cedette 748 ettari del suo feudo proprio tra Novara di Sicilia e Francavilla di Sicilia al prezzo di 22.800.000 (del 1950). I lavori furono affidati ed eseguiti dall'impresa di costruzioni dell'ingegnere Rosario Arcovito di Messina, per una spesa poco inferiore al miliardo di lire.
L'organizzazione dei sette villaggi era così strutturata: Borgo Schisina era il villaggio centrale, quello più grazioso, fiore all'occhiello dell'Eras e centro amministrativo di tutta l'organizzazione montana.
Gli altri invece erano micro-comunità costituite da piccolissime case costruite in mattoni sui vari terrazzamenti del terreno.
I loro nomi: Borgo San Giovanni, Bucceri-Monastero, Pietra Pizzuta, Malfìtana, Piano Torre, Morfia. In tutto furono costruite 164 abitazioni, da assegnare per sorteggio, con annesso appezzamento di terreno variante tra i due e i sei ettari. Ma subito dopo 64 contadini rifiutano l'assegnazione delle terre, mentre gli altri 100 che accettarono rifiutarono di stabilirsi in loco con le famiglie. Pertanto i villaggi rimasero vuoti. Il perché di tutto ciò venne spiegato dal fatto che, benché i contadini fossero nullatenenti e poverissimi, le case a loro assegnate erano costituite da due soli locali, composti da una cucina di quattro metri per quattro e una stanza da letto di tre metri e mezzo per tre metri, senza luce elettrica, perché a quel tempo non era stata ancora costituita l'Enel, e la SGES società in concessione non intendeva elettrificare le campagne. Inoltre nelle abitazioni non era stata prevista l'acqua corrente. Nelle case faceva caldo d'estate e freddo d'inverno, a causa del tetto delle casette, che a 700 m s.l.m. venne realizzato a terrazza. In caso di pioggia le case venivano allagate, in quanto il loro pavimento era ad un livello uguale a quello del terreno esterno. Infine stalla e fienile erano piccoli ed avevano gli stessi problemi delle abitazioni. I terreni assegnati, essendo stati da sempre adibiti solamente a pascolo, avevano bisogno di opere di bonifica, che però erano fuori dalla portata sia economica che tecnica dei contadini. Molti di essi, non potendosi permettere di lasciare un lavoro sicuro di braccianti per un'impresa più grande delle loro poche forze, dovettero rinunciare. Coloro che accettarono ebbero solo per poco tempo l'assistenza dell'Eras, poi furono lasciati soli. Oltre a tutto questo, l'area interessata era frammista ai pascoli lasciati in mano ai vecchi proprietari, le cui greggi sconfinavano nelle concessioni agricole danneggiandole. Dopo circa dieci anni, nel 1960, solo pochissime abitazioni erano abitate saltuariamente, nella stagione dei lavori agricoli. Di 164 alloggi erano abitati a Malfitana solo 2, a Borgo San Giovanni 4, a Piano Torre 9. Il resto era deserto. Col passare degli anni anche queste abitazioni vennero abbandonate ed i villaggi passarono nel patrimonio del comune di Francavilla di Sicilia, che fino ad oggi non ha trovato la possibilità di un loro reimpiego.

## Geografia antropica

### Località del territorio

#### Schisina
È il più grande dei villaggi e dà il nome a tutta l'area. È l'unico che si trova sulla Strada statale 185 di Sella Mandrazzi, poiché gli altri villaggi si trovano in piccole stradine sterrate. Nel villaggio di Schisina furono girate alcune scene del film L'avventura di Michelangelo Antonioni.

#### Borgo San Giovanni
Il borgo, come gli altri “villaggi fantasma”, si trova in prossimità della strada statale 185 che collega i comuni di Novara e Francavilla di Sicilia; percorrendo la SS185 da Francavilla in direzione Novara, a circa 3,5 km di marcia una strada rurale si stacca da questa e sale su per i monti. La strada, non asfaltata e altamente dissestata, ha una lunghezza considerevole, circa 3 km, ed il procedervi con una normale automobile risulta essere un'impresa talmente ardua che i pochi chilometri di sterrato si percorrono in circa venti minuti. La strada arriva fino a dentro il borgo e sembra tagliarlo letteralmente in due parti. Alla sinistra della strada è posta la piazza, sulla quale si affacciano, dal lato opposto della strada, la chiesa con annessa canonica e la scuola, ed alcune case sul lato rivolto a nord; alla destra della strada invece prendono posto gli edifici per alloggi, per un totale di venticinque abitazioni.

#### Bucceri-Monastero
A differenza degli altri non si trova sulla Strada statale 185 di Sella Mandrazzi, ma arroccato su una montagna sul torrente Zavianni.

#### Piano Torre
Partendo dal comune di Francavilla e percorrendo la SS185, a circa 8.8 km di marcia in direzione di Novara, in corrispondenza di una curva a sinistra si trova una strada che, percorsa per circa 800 m conduce al borgo. Alla sinistra della stradella del borgo si trovano, in successione, la scuola, la piazza e la chiesa con annessa canonica; sulla destra si trovano invece le prime abitazioni. La strada continua a salire alla destra della chiesa con un andamento ad “esse” tipico delle strade di montagna, lungo la quale sorgono le altre abitazioni, per un totale di ventotto edifici.

#### Malfitana
Il bosco di Malfitana era uno dei 16 feudi di cui si componeva l'università di Francavilla. Possedimento della famiglia de Marco, venne venduto dall'Honorabile Andrea de Marco a Pietro Ruffo nel 1632. I Ruffo, visconti di Francavilla, ereditarono per via di Agata Balsamo il territorio di Francavilla e tutti i diritti di carattere giuridico, amministrativo e alcune gabelle. Ma non acquisivano realmente le terre e i 16 feudi, di cui Francavilla si componeva, che rimanevano per diritti acquisiti da alcuni casati del luogo, ab immemorabili, ai legittimi proprietari fino alla vendita stipulata per contratto.

#### Morfia
Il borgo si trova nelle vicinanze della strada statale 185 che collega i comuni di Novara e Francavilla di Sicilia; partendo dal comune di Francavilla e percorrendo la SS185, a circa 15.5 km di marcia in direzione di Novara, su un tornante si trova una stradina di campagna, che, percorsa per circa 450 m, conduce al borgo. Entrando nella strada di accesso al borgo ci si trova subito davanti una piccola piazza e la chiesetta, con annessa sacrestia, mentre sulla destra ci sono già le prime abitazioni e la scuola con l'alloggio dell'insegnante. La strada continua alla destra della chiesa e dopo una cinquantina di metri svolta a destra con un tornante, per poi svoltare nuovamente a sinistra, formando una “esse” ai cui lati sorgono in totale ventotto abitazioni. Il progetto originale prevedeva solamente il primo tratto di strada, su cui si affacciavano la scuola e le abitazioni.

## Galleria d'immagini

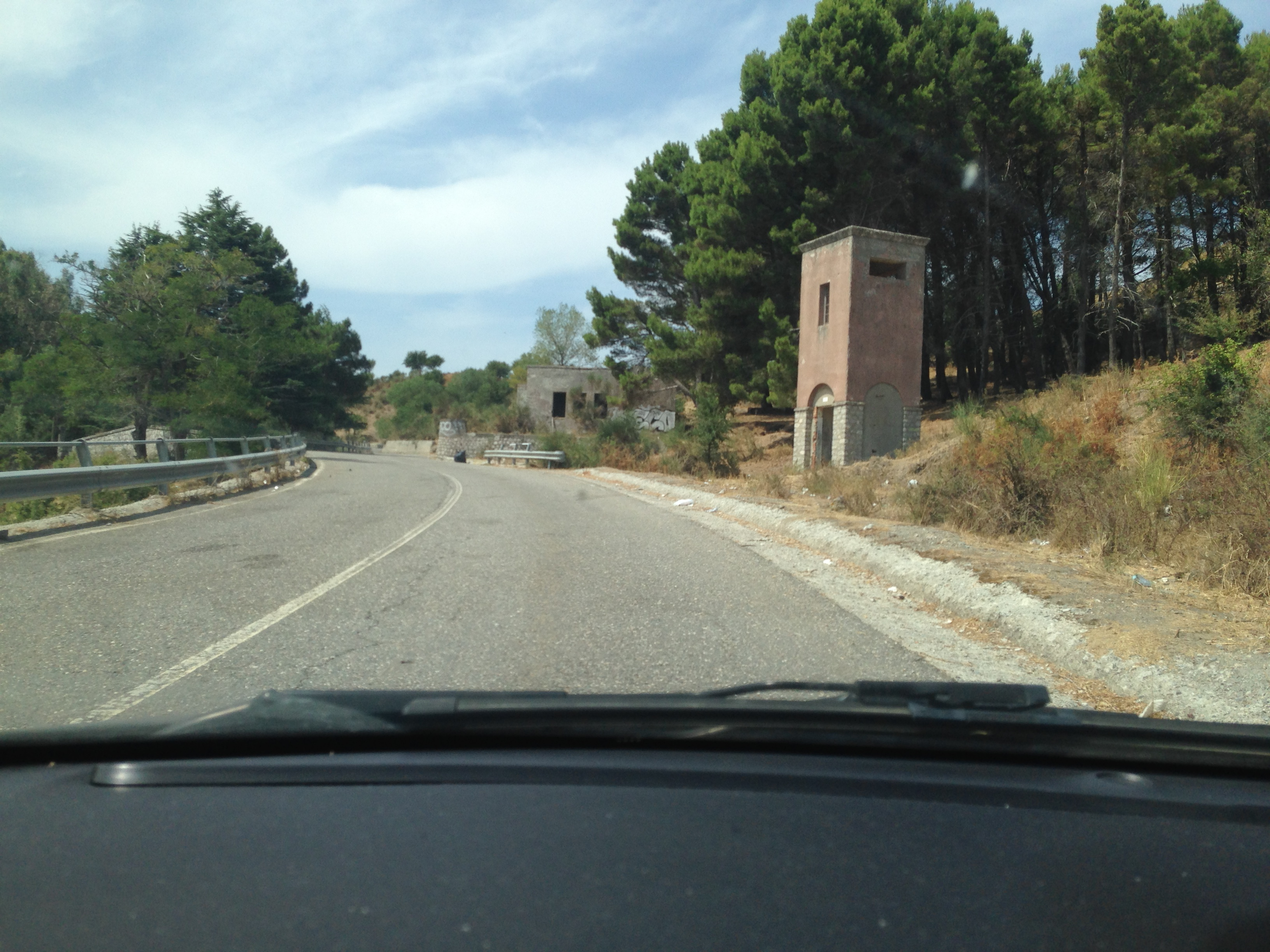
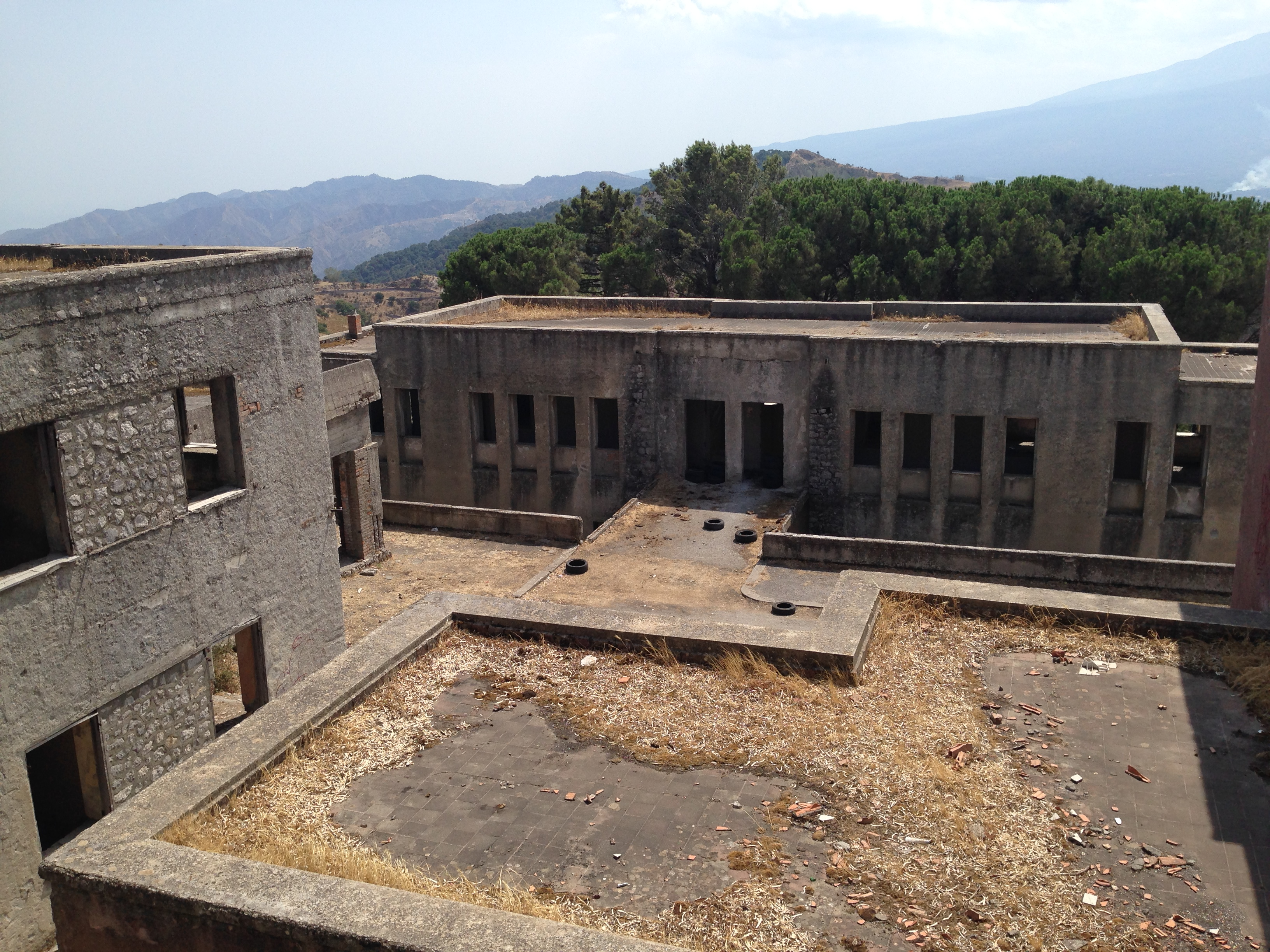
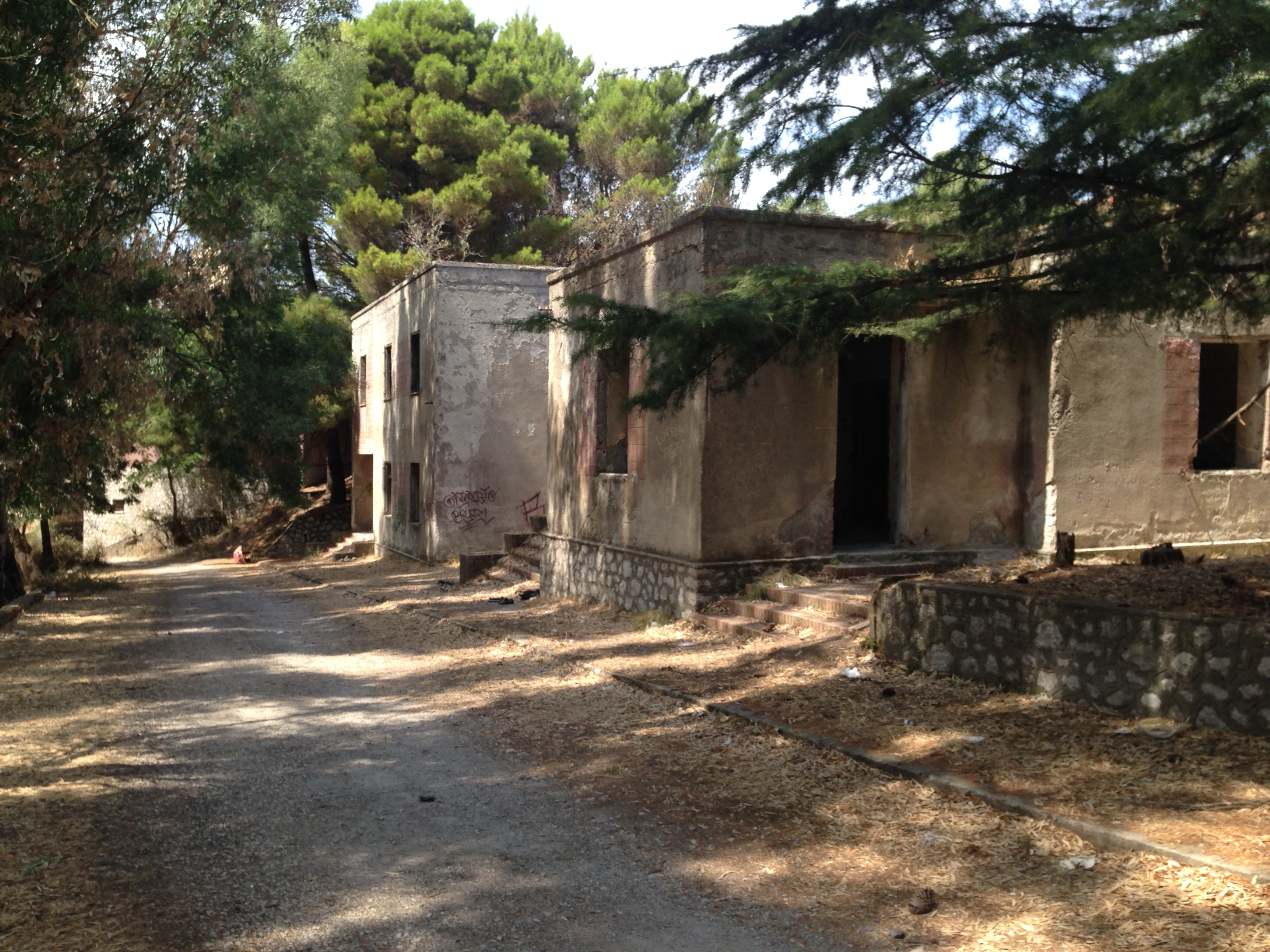
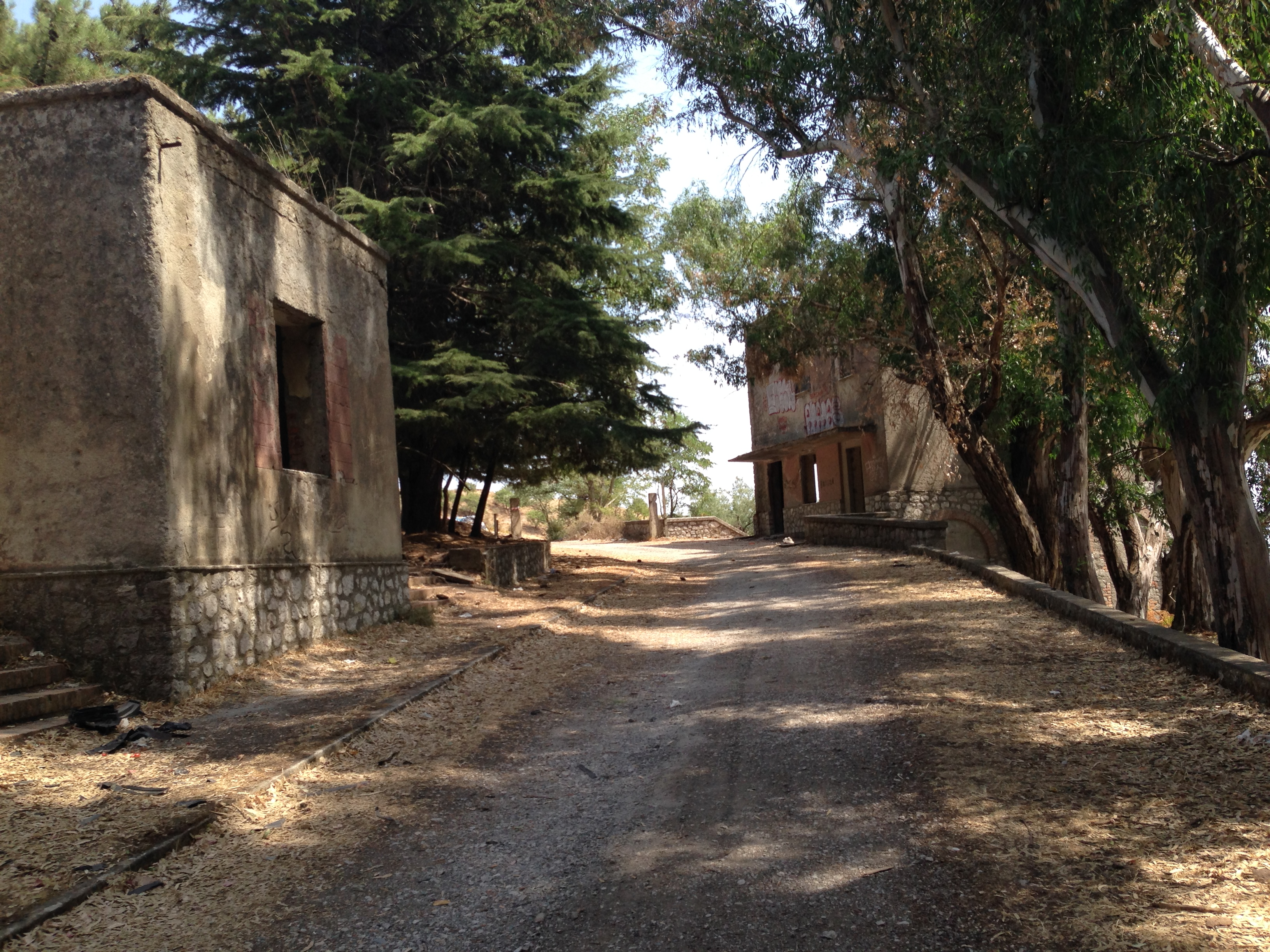